# Landesschülerrat Mecklenburg-Vorpommern
Der Landesschülerrat Mecklenburg-Vorpommern (Landesschülerrat, Landesschülerrat M-V, LSR M-V) ist die oberste, demokratisch gewählte Schülervertretung des Bundeslandes Mecklenburg-Vorpommern. Die gesetzliche Grundlage bilden das Schulgesetz M-V und die Schulmitwirkungsverordnung.

## Aufgaben
Der Landesschülerrat Mecklenburg-Vorpommern vertritt die Schülerinnen und Schüler sämtlicher Schulen des Bundeslandes Mecklenburg-Vorpommern gegenüber der Landesregierung, dem Ministerium für Bildung und Kindertagesförderung und der Öffentlichkeit. Er wird vor dem Erlass von Rechtsverordnungen und Verwaltungsvorschriften, die die schulischen Interessen der Schülerinnen und Schüler berühren, angehört und entsendet Delegierte in den Landesschulbeirat. Die Aufgaben gehen aus dem Schulgesetz des Landes hervor.
Der Landesschülerrat M-V hat sich dem Ziel verschrieben, die Bildungssituation der Schülerinnen und Schüler in Mecklenburg-Vorpommern zu verbessern. Zur Erreichung dieses Ziels beschäftigt sich der LSR M-V neben den gesetzlich vorgeschriebenen Aufgaben mit der Erstarkung der Schülervertretung im Allgemeinen und leistet Aufklärungs- und Öffentlichkeitsarbeit.

## Zusammensetzung und Wahl
In Mecklenburg-Vorpommern ist die Schülervertretung in die Interessenvertretung auf Klassenebene, Schulebene, Kreis- oder (kreisfreier) Stadtebene und auf Landesebene untergliedert.
Voraussetzung für die Schülervertretung auf Landesebene ist die Vertretung der eigenen Schule auf Kreis- oder (kreisfreier) Stadtebene. Jede Schule entsendet einen Schülervertreter in den jeweiligen Kreis- oder Stadtschülerrat. Neben einem Vorstand wird hier alle zwei Jahre die Delegation für die Landesebene, namentlich den Landesschülerrat, gewählt.
Dem Landesschülerrat M-V gehören jeweils bis zu acht Delegierte der acht Landkreise bzw. kreisfreien Städte an. Die bis zu 64 Mitglieder des Landesschülerrates wählen alle zwei Jahre einen neuen Vorstand, der aus dem Vorsitzenden, den zwei Stellvertretern und vier bis sechs weiteren Vorstandsmitgliedern besteht.

## Arbeitsweise
Die Arbeitsweise des Landesschülerrates M-V wird durch die gesetzlichen Vorgaben und die selbst gegebene Geschäftsordnung definiert.
Der Vorstand des Landesschülerrates M-V verantwortet das Tagesgeschäft der Schülervertretung auf Landesebene, setzt thematische Schwerpunkte und organisiert die Arbeit der Landesdelegierten.
Mehrmals jährlich schließen sich der Vorstand und alle anderen Landesdelegierten zu sogenannten Delegiertenvollversammlungen (DVV) zusammen. Neben den Wahlen dienen diese Veranstaltungen der Debatte von Anträgen und Positionspapieren. Anträge sind kurze, thematisch begrenzte Forderungen. Positionspapiere sind auch Forderungen, in Form und Inhalt aber umfangreicher als die Anträge. Nach kritischer Betrachtung werden die verschriftlichten Forderungen bei mehrheitlicher Zustimmung unter den Landesdelegierten verabschiedet und an die Öffentlichkeit und das Ministerium für Bildung und Kindertagesförderung übergeben.
Es besteht für den Landesschülerrat jederzeit die Möglichkeit, Umfragen zu machen, Projekte zu planen oder Veranstaltungen durchzuführen, die das schulische Interesse der Schülerinnen und Schüler berührt. Der Landesschülerrat Mecklenburg-Vorpommern organisiert sich deswegen auch über zeitweilige Arbeitsgruppen. Die Landesdelegierten sind berechtigt, sich zusammenzuschließen und ein bestimmtes Projekt oder Thema mit schulischem Bezug zu behandeln. Denkbar ist diese Gruppenbildung beispielsweise zu der Erarbeitung von Anträgen oder Positionspapieren in Vorbereitung auf eine anstehende Delegiertenvollversammlung.
Der Landesschülerrat M-V verfügt über eine Geschäftsstelle, die bei der obersten Schulbehörde, im Ministerium für Bildung und Kindertagesförderung, eingerichtet ist.

## Sonstiges
Der Landesschülerrat M-V verfügt seit November 2021 über einen Förderverein, den "Förderverein Landesschülerrat M-V e. V.", mit Sitz in Rostock.
Seit 2004 ist der LSR M-V Mitglied der Bundesschülerkonferenz, einer ständigen Konferenz vieler deutscher Landesschülervertretungen.